# Galen Young
Galen Young (Memphis, Tennessee, 16 de octubre de 1975-Ibíd., 5 de junio de 2021) fue un jugador y entrenador de baloncesto estadounidense. Tras dejar la universidad, fue seleccionado por los Milwaukee Bucks en el Draft de la NBA de 1999, sin embargo nunca jugó en esa liga. Actuó profesionalmente hasta 2012, pasando por equipos de Asia, Europa y Oceanía, como también por equipos de Sudamérica y Norteamérica. Fue considerado el Jugador del Año de la Continental Basketball Association en 2006.

## Trayectoria

### Jugador
Young comenzó a competir en el nivel universitario en los Rangers del Northwest Mississippi Community College, un equipo de la NJCAA. Tras jugar dos temporadas allí en un alto nivel, fue reclutado por la Universidad de Charlotte para que formase parte de los 49ers. 
Durante su primer año en su nuevo destino fue designado como redshirt, por lo que no jugó ni un solo partido. Sin embargo en los dos años siguientes pasaría a ser titular en el equipo, disputando un total de 64 partidos en los que promedió 11,8 puntos, 6,3 rebotes y 2,5 asistencias por encuentro. Young terminó su participación en el baloncesto universitario de su país siendo reconocido como el MVP de la Conference USA de la temporada 1998-99.
Se presentó al Draft de la NBA de 1999 siendo seleccionado por los Milwaukee Bucks en la segunda ronda. Sin embargo el equipo canceló luego su contratación, por lo que el alero terminó jugando en la CBA con los Grand Rapids Hoops, siendo considerado uno de los mejores novatos de la liga. Tras un breve paso por la USBL como parte de los Oklahoma Storm, dejó su país para vivir la experiencia del baloncesto japonés por un año.
En 2001 participó de la pretemporada de los Indiana Pacers, pero finalmente no permaneció en el equipo. En consecuencia se presentó al Draft de la NBDL de 2001, siendo seleccionado en tercera ronda por los North Charleston Lowgators.
Tras un paso por Venezuela, volvió a la CBA, pero esta vez como jugador de los Gary Steelheads, donde actuaría durante las siguientes dos temporadas (en el otoño de 2003 fue invitado a un campo de entrenamiento de los Seattle Supersonics, pero no pudo asegurar un contrato por la temporada con la franquicia). 
En 2004 volvió a migrar hacia Asia, contratado por los Alaska Aces de la PBA. Posteriormente tendría la oportunidad de actuar en la primera y segunda división italiana, como también en la Liga LEB Oro. Sin embargo en 2006 hizo un nuevo retorno a la CBA tras incorporarse a los Yakima Sun Kings, equipo al que guiaría a la conquista del campeonato, siendo además reconocido por la liga como el MVP del torneo.
En los últimos cinco años de su carrera como jugador profesional, Young volvió dos veces a Filipinas, jugó en los equipos australianos Townsville Crocodiles y Perth Wildcats, tuvo un breve retorno a la CBA como parte de los East Kentucky Miners, pasó por la International Basketball League -contratado por los BC Titans de Columbia Británica- y la American Basketball Association -al jugar para los Charlotte Crossovers, el East Kentucky Energy y el Bluff City Reign de Tennessee-, y reforzó en dos temporadas al equipo neocelandés Hawke’s Bay Hawks. 

### Entrenador
La primera experiencia como entrenador de Young fue durante la temporada 2010-11 de la ABA, al asumir el papel de jugador-entrenador del East Kentucky Energy.
En 2016 se unió como asistente al equipo de entrenadores de los Lane College Dragons, una institución miembro de la División II de la NCAA. Cuatro años más tarde, en septiembre de 2020, fue contratado por la Universidad Rockhurst para trabajar también como asistente del entrenador de los Hawks, otro equipo de la misma división.

## Fallecimiento
Young falleció trágicamente en la madrugada del 5 de junio de 2021, cuando un automóvil conducido por la adolescente Miracle Rutherford se estrelló contra la casa en la cual él se encontraba, haciendo que el techo se desmoronase y terminase aplastado. Su cuerpo fue hallado horas más tarde entre los escombros. 